# Isoglossa glandulifera
Isoglossa glandulifera är en akantusväxtart som beskrevs av Gustav Lindau. Isoglossa glandulifera ingår i släktet Isoglossa och familjen akantusväxter. Inga underarter finns listade i Catalogue of Life.